# Ацетат уранила
Ацета́т урани́ла (уксуснокислый уранил) — неорганическое соединение, оксосоль урана и уксусной кислоты с формулой UO2(CH3COO)2 (безводный); UO2(CH3COO)2·2H2O (кристаллогидрат).

## Физические свойства
Прозрачные жёлто-зелёные кристаллы. Имеет ромбическую сингонию. Растворим в воде (7,2 г / 100 г при 17 °С) и этиловом спирте. Плотность 2,893 г/см³. При 100 °С переходит в безводную форму. В водных растворах на свету восстанавливается с выпадением фиолетового осадка. Для стабилизации водных растворов используют уксусную кислоту.
Обладает радиоактивностью и сильным токсическим действием.

## Получение
Получают растворением трехокиси урана в уксусной кислоте:
{\displaystyle {\mathsf {UO_{3}+2CH_{3}COOH\ {\xrightarrow {}}\ UO_{2}(CH_{3}COO)_{2}+H_{2}O}}}

## Применение
Используют как реагент для обнаружения ионов Li+, Na+.